# Zvezdasta čaša
Zvezdasta čaša (znanstveno ime Sarcosphaera coronaria) je gliva iz rodu čaš (Sarcosphaera). Znana je tudi pod imenom venčasta čaša.

## Značilnosti
Trosnjak meri od 5 do 20 cm in nima beta. Mlad je kroglaste oblike in se nahaja popolnoma ali deloma pod zemljo. Ko dozori, postopoma požene iz zemlje in se ob straneh razcepi v 4 do 8 krakov tako, da dobi obliko skodelice podobne zvezdi. Notranjost skodelice z zrelostjo postane svetlo vijolična. Zunanjost je sprva vijolična, kasneje umazano bela in ponekod rumenkasta.
Meso je belo, krhko, vlažno in debelo od 2 do 5 mm. Okus in vonj sta nezaznavna. Starejše gobe dišijo po rabarbari.

## Razširjenost in življenjski prostor
Razširjena je v Severni Ameriki, Evropi in Aziji. V Evropi je redka in pogosto neopažena, ker se gobe dolgo časa razvijajo pod zemljo.
Pojavlja se spomladi in poleti, tako v listnatih kot iglastih gozdovih, na apnenčastih tleh s pH 8–11 in z veliko humusa. Nekoč je veljalo, da je gniloživka, ki pridobiva hranila z razgrajevanjem razpadajočih organskih snovi. Vendar pa se pojavlja le pri drevesih, za katera je znano, da tvorijo mikorizo, in se pojavlja leto za letom na isti lokaciji, kar kaže na mikorizni način življenja. Rezultati študije iz leta 2006 so pokazali, da vrsta dejansko tvori ektomikorizno povezavo z drevesi.
V Evropi je gliva na rdečem seznamu v 14 državah in jo Evropski svet za ohranjanje gliv šteje za ogroženo vrsto.

## Mikroskopske značilnosti
Trosi elipsasti, brezbarvni, gladki, z eno ali dvema oljnima kapljicama in merijo 12–20 x 6–9 μm.

## Podobne vrste
- cedrova zakopanka (Geopora sumneriana) ima zunanjo ovojnico rdečkasto rjave barve in raste vedno pod cedrami.

## Uporabnost
Strupena. Pripisuje se ji številne zastrupitve, čeprav ni znano katera učinkovina jih povzroča.. Obstaja primer smrtne zastrupitve na območju Jure leta 1920, po kateri je bilo izdano opozorilo, da se je ne sme jesti surove ali v solatah.
Zvezdaste čaše bioakumulirajo strupeno težko kovino arzen iz zemlje. Kot je bilo poročano v eni publikaciji iz leta 2004, je bila v gobah nabranih v bližini mesta Český Šternberk na Češkem, ugotovljena vsebnost arzena 7090 mg/kg suhe teže, kar je najvišja koncentracija, ki je bila kdaj zabeležena v gobi. Običajno je vsebnost arzena v mikoriznih gobah, nabranih na neonesnaženih območjih, nižja od 1 mg/kg. V turški študiji iz leta 2007, ki je vključevala 23 vrst divjih užitnih gob nabranih na območjih, za katera ni znano, da bi bila onesnažena, je imela S. coronaria najvišjo koncentracijo arzena, in sicer 8,8 mg/kg suhe teže.

## Galerija slik
- ilustracija
- mlada goba
- podgobje
- mešički
- mešiček z osmimi trosi
- trosi